# Bernie Nicholls
Bernard Irvine Nicholls (* 24. června 1961) je bývalý kanadský hokejista, který hrával v National Hockey League

## Hráčská kariéra

### Klubová kariéra
Jako junior hrával za Kingston Canadians v OHL, do NHL byl draftován v roce 1980 ze 73. pozice týmem Los Angeles Kings. Rok poté hrával ještě za juniory, v sezóně 1981/1982 naskočil nejprve do AHL, odkud byl ale po dobrých výkonech povolán do prvního týmu Los Angeles. V následujících sedmi letech patřil k ofenzivním tahounům týmu, pravidelně střílel přes 30 branek ročně. Jeho produktivita vyvrcholila v sezóně 1988/1989, před kterou přišel do týmu Wayne Gretzky. V této sezóně zaznamenal vynikajících 70 gólů a 150 bodů. Uprostřed následující sezóny byl však vyměněn do New York Rangers, když jeho tým upřednostnil zisk dvou křídelních útočníků, kteří místo něj přišli. V New Yorku pomohl k postupu do druhého kola play-off a předváděl produktivní hru, byl ale po roce a půl vyměněn do Edmonton Oilers, odtup pak do New Jersey Devils. Tam se pod vedením trenéra Jacquesa Lemaira musel podrobit defenzivnímu stylu hry. Svou produktivitu navýšil opět v Chicago Blackhawks, kde ve dvou sezónách měl průměr přes 1 bod na utkání. Posledním jeho angažmá bylo San Jose Sharks, kde po v roce 1999 po necelých třech letech u klubu zakončil celou svou kariéru.

### Reprezentační kariéra
Kanadu reprezentoval na mistrovství světa 1985, kde přispěl k zisku stříbrné medaile.

## Úspěchy a ocenění
Týmové
- stříbrná medaile na mistrovství světa 1985- s Kanadou

Individuální
- účastník NHL All-Star Game v letech 1984, 1989 a 1990

## Rekordy a další pozoruhodné výkony
- Je jedním z pouze z osmi hráčů v historii, kteří dali alespoň 70 branek v sezóně a jedním z pěti hráčů, kteří zaznamenali alespoň 150 bodů v sezóně

Klubové rekordy Los Angeles Kings
- nejvíce gólů v sezóně – 70 (1988/1989)
- nejvíce bodů v jednom utkání – 8 (proti Torontu 1. prosince 1988)
- nejvíce asistencí v jednom utkání – 6 (proti Torontu 1. prosince 1988)

## Klubové statistiky
| Sezona           | Klub                 | Soutěž           | Základní část | Základní část | Základní část | Základní část | Základní část | Play off | Play off | Play off | Play off | Play off |
| Sezona           | Klub                 | Soutěž           | Z             | G             | A             | B             | TM            | Z        | G        | A        | B        | TM       |
| ---------------- | -------------------- | ---------------- | ------------- | ------------- | ------------- | ------------- | ------------- | -------- | -------- | -------- | -------- | -------- |
| 1978–79          | Kingston Canadians   | OMJHL            | 2             | 0             | 1             | 1             | 0             | —        | —        | —        | —        | —        |
| 1979–80          | Kingston Canadians   | OMJHL            | 68            | 36            | 43            | 79            | 85            | 3        | 1        | 0        | 1        | 10       |
| 1980–81          | Kingston Canadians   | OHL              | 65            | 63            | 89            | 152           | 109           | 14       | 8        | 10       | 18       | 17       |
| 1981–82          | New Haven Nighthawks | AHL              | 55            | 41            | 30            | 71            | 31            | —        | —        | —        | —        | —        |
| 1981–82          | Los Angeles Kings    | NHL              | 22            | 14            | 18            | 32            | 27            | 10       | 4        | 0        | 4        | 23       |
| 1982–83          | Los Angeles Kings    | NHL              | 71            | 28            | 22            | 50            | 124           | —        | —        | —        | —        | —        |
| 1983–84          | Los Angeles Kings    | NHL              | 78            | 41            | 54            | 95            | 83            | —        | —        | —        | —        | —        |
| 1984–85          | Los Angeles Kings    | NHL              | 80            | 46            | 54            | 100           | 76            | 3        | 1        | 1        | 2        | 9        |
| 1985–86          | Los Angeles Kings    | NHL              | 80            | 36            | 61            | 97            | 78            | —        | —        | —        | —        | —        |
| 1986–87          | Los Angeles Kings    | NHL              | 80            | 33            | 48            | 81            | 101           | 5        | 2        | 5        | 7        | 6        |
| 1987–88          | Los Angeles Kings    | NHL              | 65            | 32            | 46            | 78            | 114           | 5        | 2        | 6        | 8        | 11       |
| 1988–89          | Los Angeles Kings    | NHL              | 79            | 70            | 80            | 150           | 96            | 11       | 7        | 9        | 16       | 12       |
| 1989–90          | Los Angeles Kings    | NHL              | 47            | 27            | 48            | 75            | 66            | —        | —        | —        | —        | —        |
| 1989–90          | New York Rangers     | NHL              | 32            | 12            | 25            | 37            | 20            | 10       | 7        | 5        | 12       | 16       |
| 1990–91          | New York Rangers     | NHL              | 71            | 25            | 48            | 73            | 96            | 5        | 4        | 3        | 7        | 8        |
| 1991–92          | New York Rangers     | NHL              | 1             | 0             | 0             | 0             | 0             | —        | —        | —        | —        | —        |
| 1991–92          | Edmonton Oilers      | NHL              | 49            | 20            | 29            | 49            | 60            | 16       | 8        | 11       | 19       | 25       |
| 1992–93          | Edmonton Oilers      | NHL              | 46            | 8             | 32            | 40            | 40            | —        | —        | —        | —        | —        |
| 1992–93          | New Jersey Devils    | NHL              | 23            | 5             | 15            | 20            | 40            | 5        | 0        | 0        | 0        | 6        |
| 1993–94          | New Jersey Devils    | NHL              | 61            | 19            | 27            | 46            | 86            | 16       | 4        | 9        | 13       | 28       |
| 1994–95          | Chicago Blackhawks   | NHL              | 48            | 22            | 29            | 51            | 32            | 16       | 1        | 11       | 12       | 8        |
| 1995–96          | Chicago Blackhawks   | NHL              | 59            | 19            | 41            | 60            | 60            | 10       | 2        | 7        | 9        | 4        |
| 1996–97          | San Jose Sharks      | NHL              | 65            | 12            | 33            | 45            | 63            | —        | —        | —        | —        | —        |
| 1997–98          | San Jose Sharks      | NHL              | 60            | 6             | 22            | 28            | 26            | 6        | 0        | 5        | 5        | 8        |
| 1998–99          | San Jose Sharks      | NHL              | 10            | 0             | 2             | 2             | 4             | —        | —        | —        | —        | —        |
| OHL/OMJHL celkem | OHL/OMJHL celkem     | OHL/OMJHL celkem | 135           | 99            | 133           | 232           | 194           | 17       | 9        | 10       | 19       | 27       |
| NHL celkem       | NHL celkem           | NHL celkem       | 1127          | 475           | 734           | 1209          | 1292          | 118      | 42       | 72       | 114      | 164      |